# Ambreina

Ambreina

La ambreina es un alcohol triterpeno, que es el principal constituyente del ámbar gris, una secreción del sistema digestivo de los cachalotes, y ha sido sugerido como el posible componente activo que produce los supuestos efectos afrodisíacos del ámbar gris. A pesar de que la ambreina no tiene olor, sirve como precursor para un número de derivados aromáticos como el ambroxan y posee propiedades de fijación de otros aromas.